# Clin d'œil
Pour les articles homonymes, voir clin d'œil (homonymie).
 (juillet 2022).
Si vous disposez d'ouvrages ou d'articles de référence ou si vous connaissez des sites web de qualité traitant du thème abordé ici, merci de compléter l'article en donnant les références utiles à sa vérifiabilité et en les liant à la section « Notes et références ».

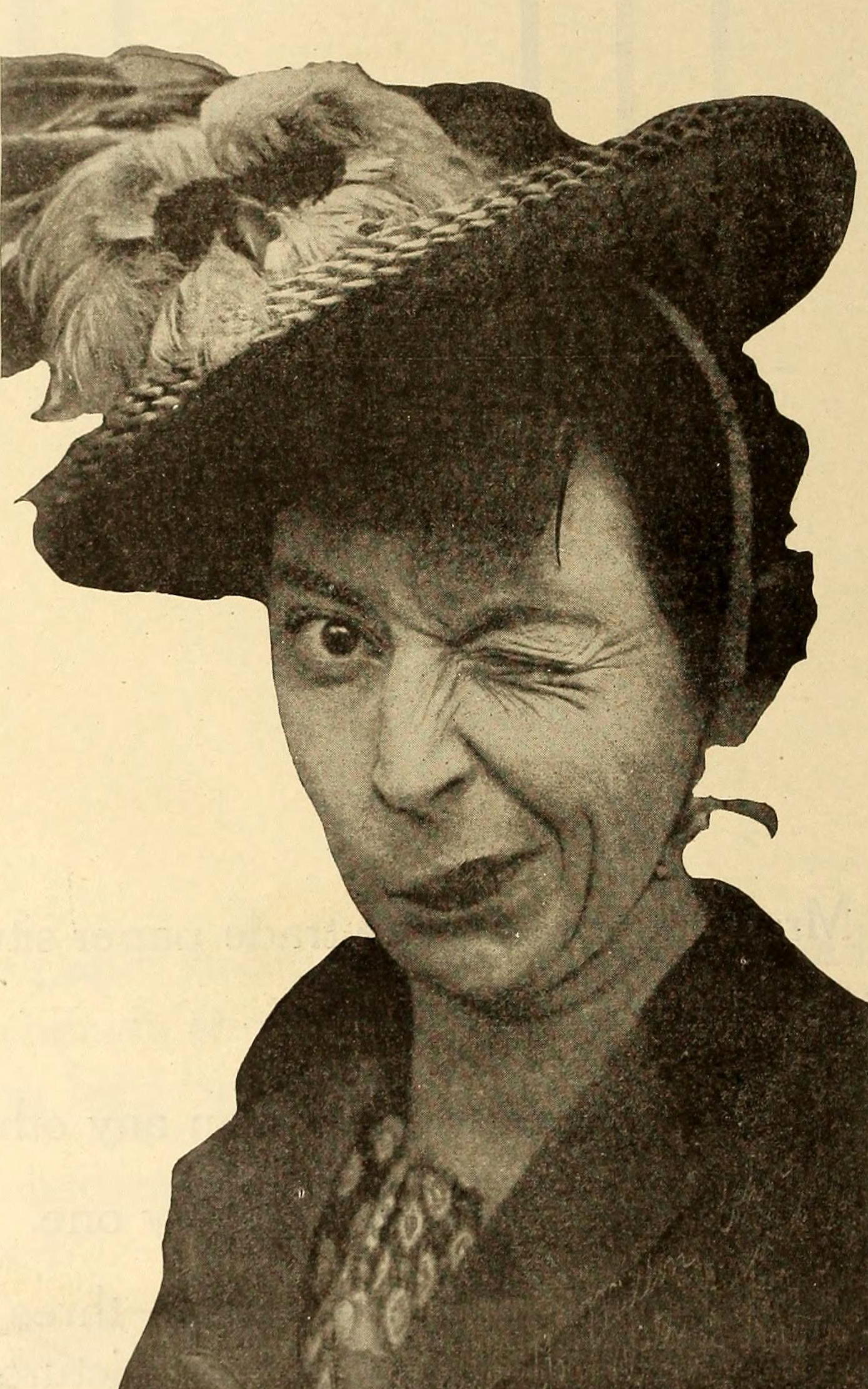
Gale Henry, actrice américaine du cinéma muet (1919).

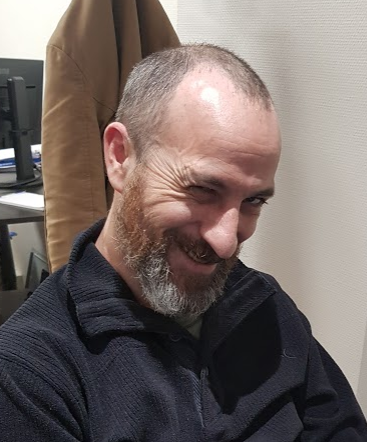
Homme exécutant un clin d'œil.

Un clin d'œil est une expression faciale intentionnelle consistant à fermer un de ses deux yeux. Il se distingue du clignement d'œil du fait qu'un œil reste ouvert. Le clin d'œil est une forme de communication non verbale, exprimant souvent la connivence ou la complicité dans le secret.

## Culture

### Représentation dans le monde
Dans les cultures occidentales européennes continentales, un clin d'œil d'une personne à destination d'une autre sans contexte ni relation interpersonnelle particuliers sert généralement à un salut à distance et fugace (par exemple, une célébrité populaire lors d'une rencontre ou un passage écourté devant un public ou des admirateurs). Dans un cadre plus populaire, familier ou amical, il peut être interprété selon les circonstances comme une forme infra-verbale (généralement discrète) de confirmation, de complicité ou encore, de connivence : il peut cependant dans ces cas, être volontairement et ostentatoirement forcé telle une grimace, ou pour appuyer un propos dans un but comique (dérision, autodérision, parodie, sarcasme...). Dans un contexte romantique, il peut servir (notamment, dans les cultures latines) par la même voie et selon le cas de forme élégante voire pudique, avec complicité ou connivence, de séduction, d'invitation, de proposition, d'avance, de validation ou de réponse affirmative envers le sujet de désir.
Dans les cultures d'Amérique latine, le clin d'œil peut, également selon la circonstance, signifier une invitation romantique ou sexuelle.
Au Nigéria, on cligne d'un œil pour inviter les enfants à quitter une pièce. Dans la culture chinoise, le clin d'œil est parfois considéré comme un geste grossier.

### Représentation typographique

Émoticône représentant un clin d'œil.

Le clin d'œil est souvent représenté par les émoticônes ;-) ou ;) (le clignement étant symbolisé par un point-virgule, le point étant l'œil resté ouvert, et la virgule l'œil fermé) ou des smileys.

### Symbolisme dans la fiction
Par analogie, un clin d'œil dans une œuvre de fiction est une référence intentionnelle à : une entité ou une personnalité, qu'elle soit morale ou physique, réelle ou fictive ; ou bien à une autre œuvre, que l'une soit liée ou étrangère à l'autre ; ou à tout autre chose à laquelle l’œuvre fait volontairement allusion à destination du public initié. Cette référence peut être directe ou indirecte, explicite ou implicite et exister sous diverses formes (verbale, non verbale, sonore, écrite, visuelle…), avec éventuellement une part d'humour de connivence.